# 風雅直人
風雅直人（1962年9月17日—）是日本的茨城縣鹿嶋市出身的男性歌手。目前居住在東京都練馬区。血液型為A型。

## 來歷
畢業於日本的武藏大学、擔任音樂老師一陣子過後轉做工作室樂手來實行他的參與幕後樂曲製作的生涯。一方面多擔任為五木ひろし和石川小百合演唱會的和聲歌手、另一方面活躍於廣告・日本動畫・以及特撮方面的主題曲歌手以及和聲歌手。任職範圍廣闊, 從BL系作品到給小孩的童謠曲子都參與演唱。比較值得提起的是風雅是擔任华特迪士尼公司的經典動畫『仙履奇缘』的日文配音版本裡的王子。但由於大多是參與和聲類的業務, 風雅的名字也就沒有受到那麼多的關注。
在2004年被選為歌聲合成軟體VOCALOID的日語男性版歌手「KAITO」的聲音提供者, 在花了與製作公司兩年不斷的錄製實驗過後, 「KAITO」於2006年問世。
2007年，隨著同類型的軟體「初音未來」的開發引爆熱潮後，軟體「KAITO」以及作為原聲的風雅的名聲也就起來了。2008年開始，風雅就被特別邀請親自演唱製作者和yanagiP當時用「KAITO」所製作出來而大轟動的名曲以及『千年的獨奏歌』，並將之發表出各以這兩首為名的單曲CD發售於主流市場。風雅版的單曲發賣當天登上ORICON每日單曲排行榜第11名, 同單曲內的成為日本湯咖哩店MAGIC SPICE的公式收市曲。2009年，隨著風雅版的『千年的獨奏歌』的上陣，單曲中首次以自己名義所唱的幾首歌曲問世，其成果不但登上ORICON每日單曲排行榜第12名，更是榮登ORICON單曲周榜第35名的佳作。

## 人物
- 本名及年齡非公開。在某網站上有聲稱自己是「1930年生, 科特迪瓦出身」的紀錄，但本人在之後明言是玩笑[4]。藝名源自於「風雅的音色（ = Fuga na Oto）」的意思。[5]。
- 在軟體「KAITO」盛行後, 網民見到（Fuga Naoto-san = 風雅直人先生）的標注後意識到諧音（Fuga na Otou-san = 風雅的父親）的趣事而被VOCALOID迷冠上「（KAITO的）爸爸」的暱稱。
- 在直播上接受鄉民的訪問中回答出喜歡爵士樂，流行樂曲類喜歡EXILE，樂團類喜歡彩虹樂團，和被爆料喜歡的漫畫作品是渡瀨悠宇的夢幻遊戲系列。
- 在園藝方面有很大的興趣，為了能拍買到好植物而不惜豁出血汗拼命學好網璐技巧[6]。由於自身是幕後和聲歌手，名字並不常被作品提起。為方便回答眾多歌迷自己在各式作品中的參演紀錄而做了「可能會編寫在維基百科上也說不定」的回答。[7]
- 承認是愛貓家, 家裡養著兩隻公貓Hina和Maru，和一隻母貓Minii這三隻愛貓。[8][9]。
- 最近的工作情況還是以擔當聲優人士為主唱的和聲歌手案子居多。

## 出演作品

### CD專輯
- 卑怯戦隊うろたんだー：2008年12月28日發售

### 單曲
- 千年の独奏歌：2009年7月1日發售

1. 千年の独奏歌
2. hana
3. カイテンモクバ
4. ef
5. 千年の独奏歌(NTMG mix)
6. 千年の独奏歌(Tir na n-Og mix)
7. 千年の独奏歌(3 pieces mix)

- 電磁戦隊メガレンジャー/インストール!メガレンジャー!!：1997年2月21日發售（『電磁戦隊メガレンジャー』オープニング主題歌/挿入歌）
- 気のせいかな/電磁合体!ギャラクシーメガ：1997年2月21日發售（『電磁戦隊メガレンジャー』エンディング主題歌/挿入歌）

### 其他歌曲
- ズダダン!キン肉マン（『キン肉マン キン肉星王位争奪編』オープニング主題歌カバー） - 1991年
- いつもとちがう1日（『ぷりんせすARMY -ウエディングCOMBAT』エンディング主題歌） - 1992年
- E.ZONE～愛しきものへ（『裂魔伝 E.ZONE』（藤貴紀子原作）イメージソング） - 1995年
- 永遠のカタルシス（『裂魔伝 E.ZONE』イメージソング） - 1997年
- TAKE ME HIGHER（前田達也・石原慎一との3人歌唱、『ウルトラマンティガ』オープニング主題歌カバー） - 1997年
- BELIEVE YOURSELF（『仮面ライダーアギト』1stエンディング主題歌） - 2001年
- One & Only（『仮面ライダーアギト』2ndエンディング主題歌） - 2001年
- extremes meet（『仮面ライダーアギト』挿入歌） - 2001年
- おはなしゆびさん（『しましまとらのしまじろう』イメージソング） - 2003年
- たべものソーランぶし（『しましまとらのしまじろう』イメージソング） - 2003年

[熔岩熱戀]日語版

### 參與和聲的作品
- スーパーチェンジ!カブタック（草尾毅主唱・『ビーロボカブタック』挿入歌） - 1997年
- Mountain Road（立木文彦主唱・『安琪利可Special2』） - 1998年
- 君の愛が聴こえる（岩永哲哉主唱・『安琪利可Special2』） - 1998年
- イルカの遊ぶ星 〜little propose〜（私市淳主唱・『安琪利可pecial2』） - 1998年
- フラれてええやん（真殿光昭主唱・『安琪利可Special2』） - 1998年
- QUESTION（森川智之主唱・『安琪利可Special2』） - 1998年
- ウルトラセブンの歌<2002リミックス・ヴァージョン>（佐々木功主唱・『ウルトラセブン誕生35周年“EVOLUTION”5部作』） - 2002年
- ULTRA SEVEN（佐々木功主唱・『ウルトラセブン誕生35周年“EVOLUTION”5部作』） - 2002年

### 其他参加作品
- 『LEVEL-C -快楽の方程式-』 （葵二葉＆紅三葉原作） - 1994年
- 『炎の蜃気楼 II〜IV』（桑原水菜原作） - 1995年~1998年
- 『絆-KIZUNA- II 』（こだか和麻原作） - 2000年

### 遊戲
- 『世界計畫 繽紛舞台！ feat.初音未來』（KAITO） - 2020年

### 電視動畫
2022年
- Petit Sekai（KAITO）

### 劇場動畫
2025年
- 劇場版 世界計畫 崩壞的世界與無法歌唱的初音未來（KAITO[10]）

## 脚注
1. ↑  .   [2010-07-24]. （原始内容存档于2010-01-06）. （页面存档备份，存于）
2. 1 2  .   [2010-07-24]. （原始内容存档于2011-08-03）. （页面存档备份，存于）
3. ↑  .   [2010-07-24]. （原始内容存档于2009-03-05）. （页面存档备份，存于）
4. ↑  .   [2014-08-03]. （原始内容存档于2014-01-10）. （页面存档备份，存于）
5. ↑  .   [2010-07-24]. （原始内容存档于2014-01-10）. （页面存档备份，存于）
6. ↑  ニコニコ動画：卑怯戦隊うろたんだー公式CD情報　風雅なおとインタビュー （页面存档备份，存于）
7. ↑  ニコニコ動画：風雅なおとインタビュー2 （页面存档备份，存于） 2008年12月26日 16:14:27 投稿
8. ↑  ニコニコ動画：なおとさんちのネコ事情 （页面存档备份，存于）
9. ↑  .   [2010-07-24]. （原始内容存档于2011-08-03）. （页面存档备份，存于）
10. ↑  . Comic Natalie. 2024-07-29  [2024-07-29]. （原始内容存档于2024-08-05） （日语）.

## 關連項目
- VOCALOID
- KAITO